# Chayanta
Chayanta es una ciudad y municipio de Bolivia, ubicado en la provincia de Rafael Bustillo del departamento de Potosí. Tiene una población de 16 108 habitantes (INE 2012).
Según el último censo de 2012 realizado por el Instituto Nacional de Estadística de Bolivia (INE), la localidad cuenta con una población de 2.417 habitantes y está situada a 3737 metros sobre el nivel del mar.

## Demografía
De acuerdo con el censo boliviano de 2024, la población del municipio de Chayanta es de 16 008 habitantes.
La población del municipio aumentó aproximadamente una cuarta parte entre 1992 y 2024, mientras que la población de la localidad se ha incrementado en más de un tercio entre 1992 y 2012:
| Año  | Habitantes (municipios) | Habitantes (localidad) | Fuente                  |
| ---- | ----------------------- | ---------------------- | ----------------------- |
| 1992 | 12.922                  | 1792                   | Censo boliviano de 1992 |
| 2001 | 14.165                  | 2072                   | Censo boliviano de 2001 |
| 2012 | 16.108                  | 2417                   | Censo boliviano de 2012 |
| 2024 | 16.008                  |                        | Censo boliviano de 2024 |

La región cuenta con una importante proporción de población quechua, ya que en el municipio el 95,5 % de la población habla el idioma quechua.

## Transporte
Chayanta se encuentra a una distancia de 125 km por carretera al sureste de Oruro, capital del vecino departamento de Oruro.
Desde Oruro, la ruta nacional pavimentada Ruta 1 recorre 22 kilómetros al sur vía Vinto hasta Machacamarquita, ubicada a ocho kilómetros al norte de Machacamarca. En Machacamarquita, la Ruta 6 se bifurca en dirección sureste y llega a la ciudad de Llallagua luego de 79 kilómetros vía Huanuni y sobrepasando alturas de más de 4500 m. Desde allí, la Ruta 6 conduce otros siete kilómetros hasta la capital provincial Uncía. Aquí un camino de tierra se bifurca hacia el este y después de diecisiete kilómetros llega a Chayanta.